# Winterthur
Winterthur és un municipi del cantó de Zúric (Suïssa), cap del districte de Winterthur.

## Persones il·lustres
- Max Niedermann, filòleg.
- Hans Gamper, fundador del FC Barcelona.
- Richard Robert Ernst (1993-) químic, Premi Nobel de Química de l'any 1991.
- W. Hess (1906-1997), musicòleg i compositor.
- Walther Reinhardt (1886-1975), director d'orquestra i cors.
- Beat Raaflaub (1946), director d'orquestra suís